# 無差別テロ
無差別テロ（むさべつテロ）とは、一般市民を巻き込んで行うテロ行為である。

## 主な無差別テロ
| 発生年 | 事件名                     | 国名       |
| ------ | -------------------------- | ---------- |
| 1972年 | テルアビブ空港乱射事件     | イスラエル |
| 1980年 | ボローニャ駅爆破テロ事件   | イタリア   |
| 1995年 | 地下鉄サリン事件           | 日本       |
| 2001年 | アメリカ同時多発テロ事件   | アメリカ   |
| 2005年 | ロンドン同時爆破事件       | イギリス   |
| 2010年 | モスクワ地下鉄爆破テロ事件 | ロシア     |
| 2014年 | 昆明駅暴力テロ事件         | 中国       |
| 2015年 | パリ同時多発テロ事件       | フランス   |